# Vjera
Vjera se obično definira kao uvjerenje u istinu neke tvrdnje bez njezine provjere. Prema tome, to je subjektivno duhovno tumačenje ishoda percepcije, vlastitog razmišljanja ili komunikacije.
Vjera je u praksi vrlo korisna jer u svakodnevnom životu vjerujemo u više stvari nego što se čini. Ljudi vjeruju u poruke, ideje, djelotvornost, ljubav, druge ljude i namjere, kao i u mnoge druge vjerojatne ili nevjerojatne događaje.
Policija vjeruje da su lopovi koji su ukrali prijenosno računalo i vanjski tvrdi disk od zaposlenika Sektora razvojačenih branitelja željeli prodati tu opremu, kaže Washington Post. U takvom kontekstu razlikujemo pojedinačno vjerovanje od brojnih vjerovanja koja prevladavaju u cijeloj zajednici.
U psihološkom smislu, vjera je predstavljačko stanje duha koje ima oblik tvrdnje. 
U religijskom smislu, vjera se odnosi na dio šireg duhovnog ili moralnog temelja koji se naziva vjeroispovijest. Čovjek koji vjeruje u spasenje ili u bolju budućnost ne dolazi do takvog stava racionalnim putem. Motivacija je vanjska, pod utjecajem nekog autoriteta ili unutrašnja; potreba, osjećaj, subjektivni stav.
Vjera je bogoslovna krepost po kojoj vjerujemo u Boga i sve što je on rekao i objavio i što nam Crkva predlaže vjerovati, jer je Bog sama istina. Vjerom čovjek samog sebe slobodno predaje Bogu. Zato vjernik nastoji upoznati i vršiti volju Božju. Dar vjere ostaje u onome tko nije sagriješio protiv nje. Za razliku od teologa, vjernik može vjerovati u Boga i bez naročitog znanja iz područja teologije. Također, vjera pojedinca se razlikuje od vjere u religijskom smislu i po tome što vjera pojedinca, takozvana filozofsko-utopijska, ne mora biti usmjerena samo prema Bogu, već i prema nekim drugim idealima. Crkva pruža organiziranu i institucionaliziranu vjeru. Ona predstavlja posrednika između ljudi i Boga, što postiže na različite načine, recimo preko vjerskih obreda i ceremonija. Uloga Crkve je i da razmatra značajna pitanja vjere. U Svetom pismu, vjera je definirana kao proizvod ljudskih nada, ali koji je nedostupan osjećajima. Za apostola Pavla, vjera je spasenje svakog čovjeka (Rim 1,17), a za evanđelista Ivana, vjera je jednaka ljubavi prema Kristu, ali i prema svima onima koji su od Boga potekli (1 Iv 5,1-2).
U klasičnoj logici, vjera se smatra tvrdnjom, jer iznosi neku tvrdnju ili očekivanje o stvarnosti za koju se pretpostavlja da je istinita ili lažna (čak i ako se to ne može praktički provjeriti, kao što je vjera u postojanje nekog božanstva). Povijesno gledano, filozofske analize naravi vjere proučavale su je kroz pojam suda. U tome se posebno ističu David Hume i Immanuel Kant.
»A vjera je već neko imanje onoga čemu se nadamo, uvjerenost u zbiljnosti kojih ne vidimo.« (Sv. Pavao, Poslanica Hebrejima 11,1)